# Красний Оселок
Красний Оселок (рос. Красный Оселок) — село в Лисковському районі Нижньогородської області Російської Федерації.
Населення становить 543 особи. Входить до складу муніципального утворення Красноосельська сільрада.

## Історія
Від 2009 року входить до складу муніципального утворення Красноосельська сільрада.

## Населення
| 2002 | 2010 |
| ---- | ---- |
| 620  | ↘543 |